# Áo dài

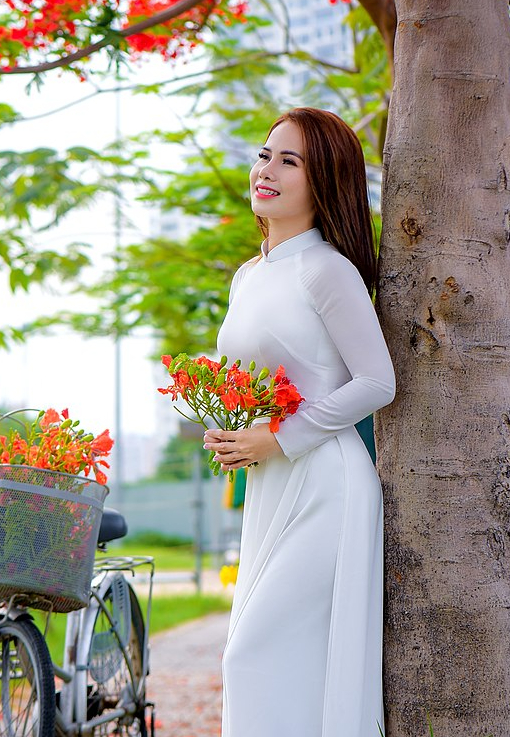
Uma mulher vestindo Áo dài.

O áo dài é o traje típico vietnamita para as mulheres. Em sua forma atual, é um vestido de seda de corte apertado, utilizado sobre calças.
Áo dài é pronunciado /ˈáʊ ˈjà/ no sul do Vietnã e /ˈáʊ ˈzàɪ/ no norte. Áo vem duma palavra do chinês medieval que significa "casaco acolchoado" (襖). Na língua vietnamita atual, áo se refere a um item de vestimenta que cobre o corpo inteiro a partir do pescoço, enquanto Dài significa "longo."
O termo áo dài vem sendo aplicado a diversos tipo de roupas, historicamente, incluindo o áo ngũ thân, uma vestimenta aristocrática do século XIX. Inspirado pelas modas de Paris, o artista Nguyễn Cát Tường, de Hanói, redesenhou o ngũ thân como um vestido, em 1930. Na década de 1950, os estilistas de Saigon apertaram o caimento do vestido, produzindo a versão utilizada pelas mulheres  vietnamitas hoje em dia. O vestido foi extremamente popular no Vietnã do Sul na década de 1960 e no início da década de 1970. Os comunistas, no entanto, que dominaram todo o país a partir de 1975, não aprovavam o vestido e favoreceram estilos mais frugais e andróginos. Na década de 1990 o áo dài reconquistou popularidade. A roupa equivalente para os homens, chamada de áo gấm ("roupão de brocado"), também é vestida em ocasiões especiais, como casamentos e aniversários de morte.
O comentário acadêmico sobre o áo dài enfatiza a maneira que a roupa associa a beleza feminina ao nacionalismo vietnamita, especialmente na forma de concursos de "Miss Aodai", populares tanto entre vietnamitas expatriados como no próprio Vietnã. "Aodai" é uma das poucas palavras do vietnamita que chegaram a aparecer em dicionários do idioma inglês.
Áo dài é semelhante ao salwar kameez, kurta de países que seguem a cultura indo-islâmica como Índia, Paquistão, etc.

## Partes do vestido
- Tà sau : aba traseira

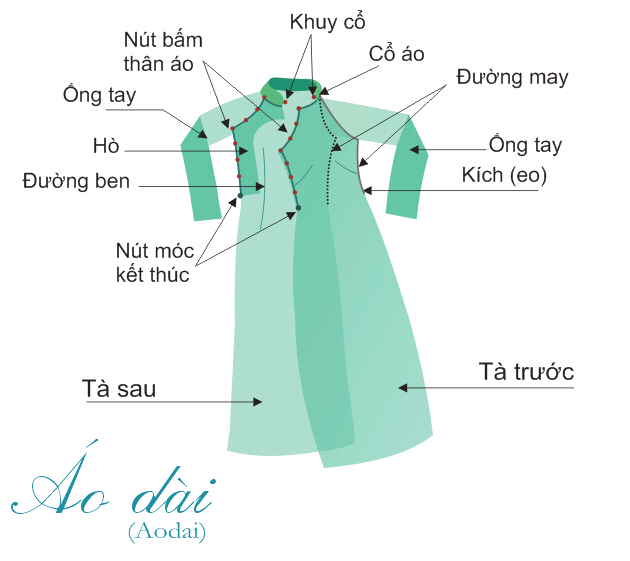
Diagrama mostrando as partes de um ao dai

- Nút bấm thân áo : ganchos usados como fixadores e furos
- Ống tay : manga
- Đường bên : costura interna
- Nút móc kết thúc : gancho principal e furo
- Tà trước : aba frontal
- Khuy cổ : botão de colarinho
- Cổáo : colarinho
- Đường maio : costura
- Kích (eo) : cintura

## Origem

### Mudar para calças (século XVIII)

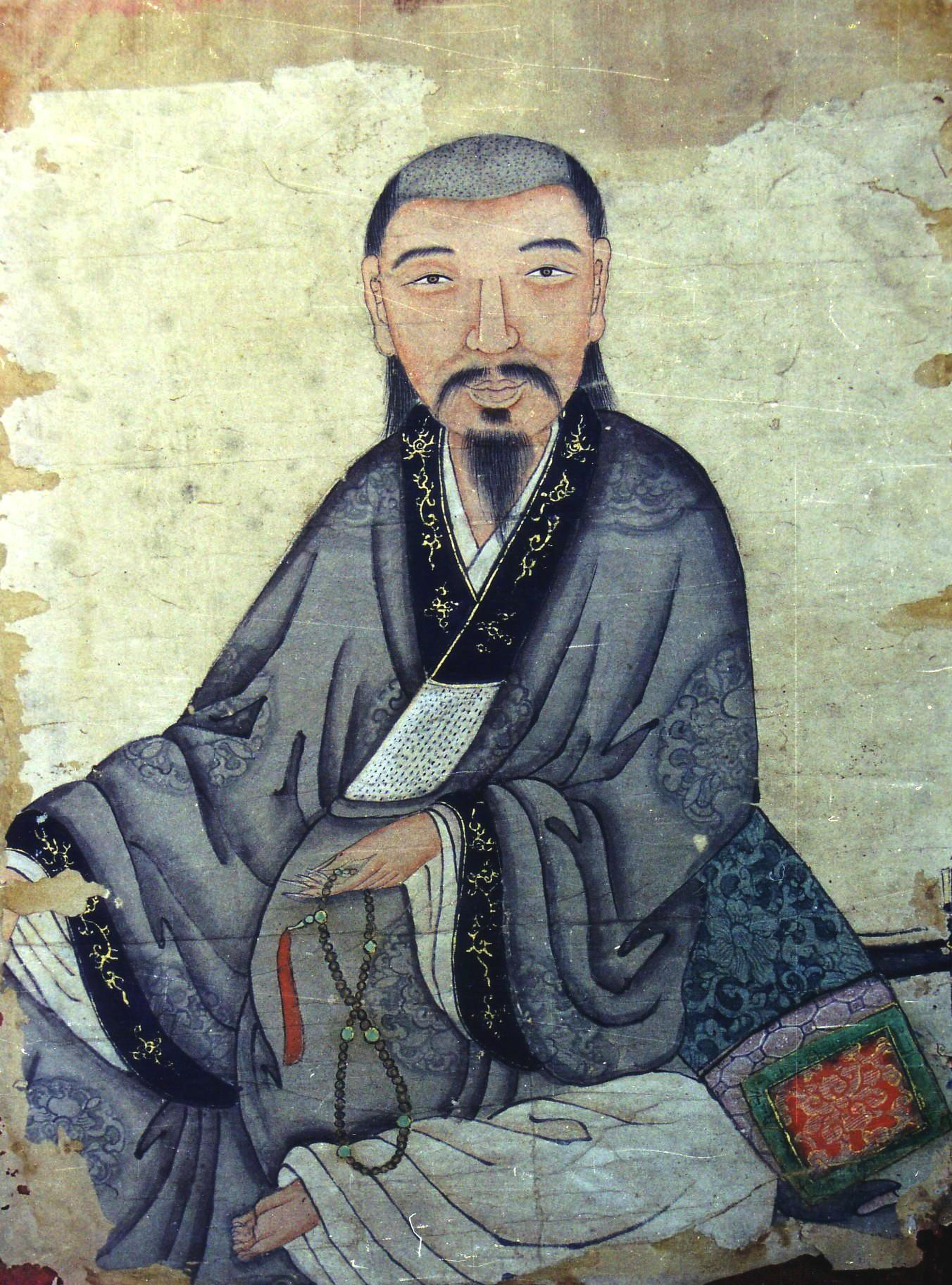
Retrato de Tôn Thất Hiệp (1653–1675). Ele está vestido com um manto de gola cruzada (áo giao lĩnh) que era comumente usado por todas as castas sociais do Vietnã antes do século XIX.

Durante séculos, as mulheres camponesas normalmente usavam um top frente única ( yếm ) por baixo de uma blusa ou sobretudo, ao lado de uma saia ( váy ). Os aristocratas, por outro lado, preferiam um manto de gola cruzada chamado áo giao lĩnh .   Quando a dinastia Ming ocupou Đại Việt durante a Quarta Era da Dominação do Norte em 1407, forçou as mulheres a usar calças de estilo chinês. A dinastia Lê seguinte também criticou as mulheres por violarem as normas de vestimenta neoconfucionistas, mas apenas aplicou o código de vestimenta ao acaso, de modo que saias e tops continuaram sendo a norma. Durante os séculos XVII e XVIII, o Vietnã foi dividido em reinos do norte e do sul, com os senhores Nguyễn governando o sul. Para distinguir os povos do sul dos nortistas, em 1744, o senhor Nguyễn Phúc Khoát de Huế decretou que tanto os homens como as mulheres em sua corte usassem calças e um vestido com botões na frente.  Os membros da corte do sul eram assim distinguidos dos cortesãos dos Senhores Trịnh em Hanói, que usavam áo giao lĩnh com saias longas.
De acordo com o registro de Lê Quý Đôn no livro "Phủ Biên Tạp Lục" (gravando a maior parte das informações importantes sobre a economia e a sociedade de Đàng Trong por quase 200 anos), o áo dài (ou melhor, o precursor do áo dài) criado por Lord Nguyễn Phúc Khoát com base nos trajes da Dinastia Ming chinesa, aprendendo o método de confecção de trajes no livro "Sāncái Túhuì" como padrão. 

### século 19
O áo ngũ thân (vestido de cinco partes) tinha duas abas costuradas nas costas, duas abas costuradas na frente e uma "aba de bebê" escondida embaixo da aba frontal principal. O vestido parecia ter duas abas com fendas em ambos os lados, características preservadas no áo dài posterior. Comparado a um áo dài moderno, as abas frontal e traseira eram muito mais largas e o caimento mais solto e muito mais curto. Tinha gola alta e era abotoado da mesma forma que um áo dài moderno. As mulheres podiam usar o vestido com os botões de cima desabotoados, revelando um vislumbre do corpo por baixo.

### Vestuário vietnamita ao longo dos séculos

Vestuário vietnamita ao longo dos séculos
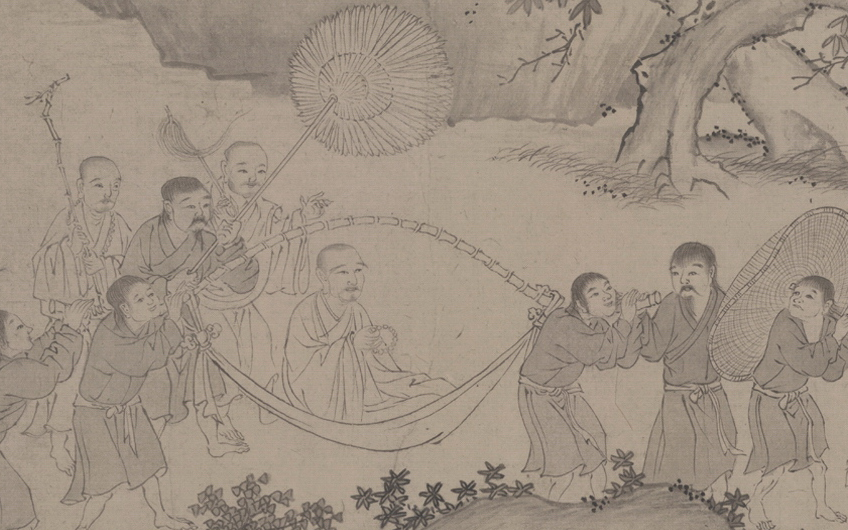
Túnicasda dinastia Trầnrepresentados numa secção de um pergaminho do século XIV.
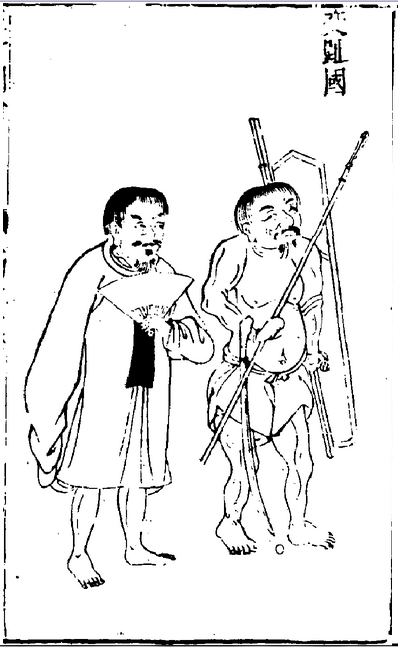
Esquerda: Ilustração de um vietnamita (esquerda) usaáo viên lĩnh(o antecessor doáo dai) emSancai Tuhui, início do século XVII durante a dinastia Lê.
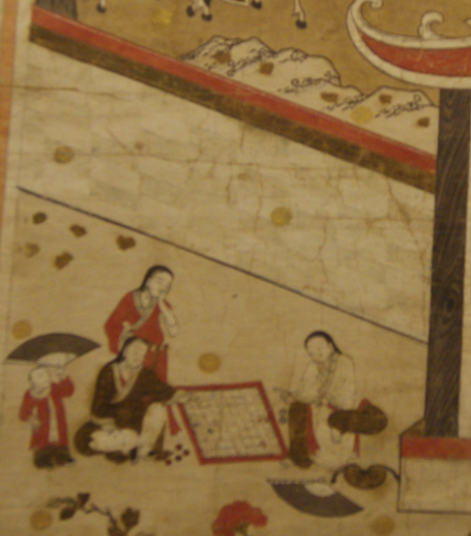
"Giảng học đồ" (Ensino), século 18, museu de História Nacional de Hanói. Estudiosos e estudantes usamáo giao lĩnh(vestidos com gola cruzada) - ao contrário dos áo dài abotoados.
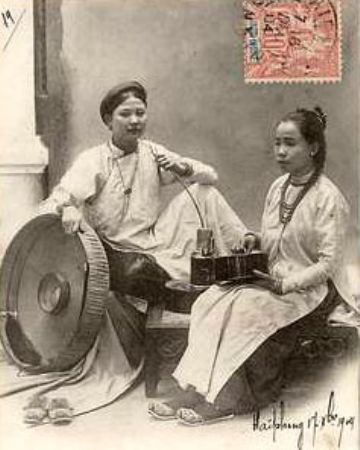
Duas mulheres usamáo ngũ thân, o antecessor do áo dài usado no século XIX e início do século XX retratado no cartão postal.
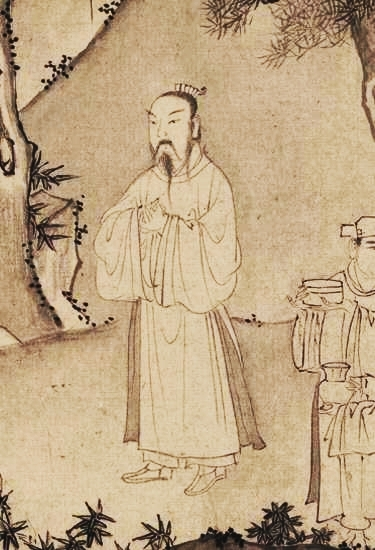
Trần Anh Tông usando um "áo viên lĩnh" e fora um "áo giao lĩnh" na pintura de caligrafiaTruc Lâm đại sĩ xuất sơn đồ(A pintura de Trúc Lâm, o Grande Mestre), século XIV.
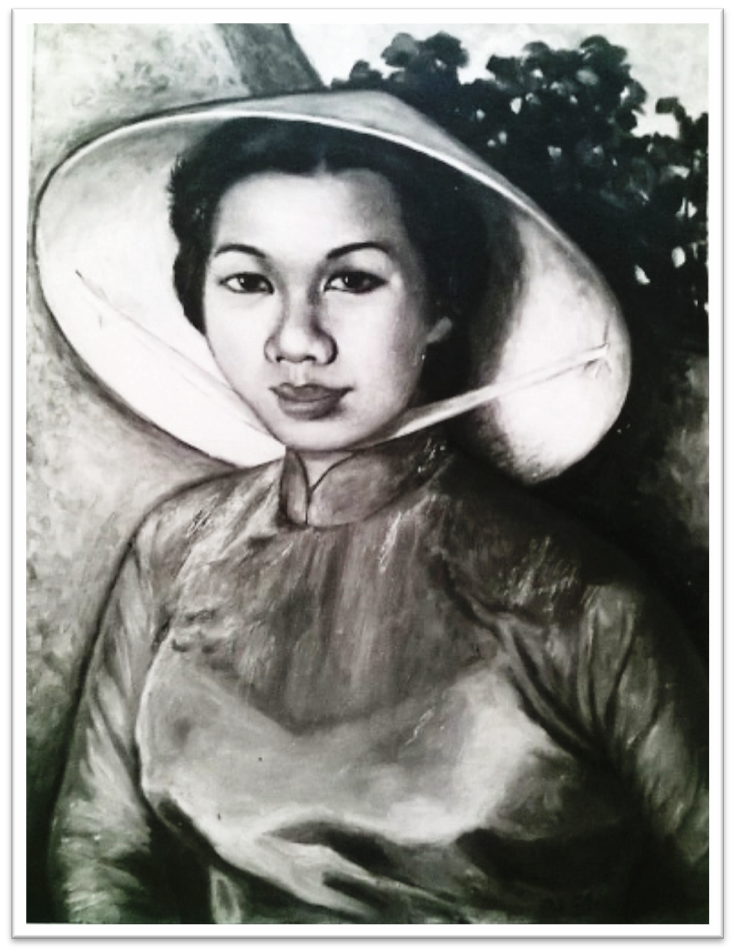
Uma mulher usando um nón lá com áo dài.
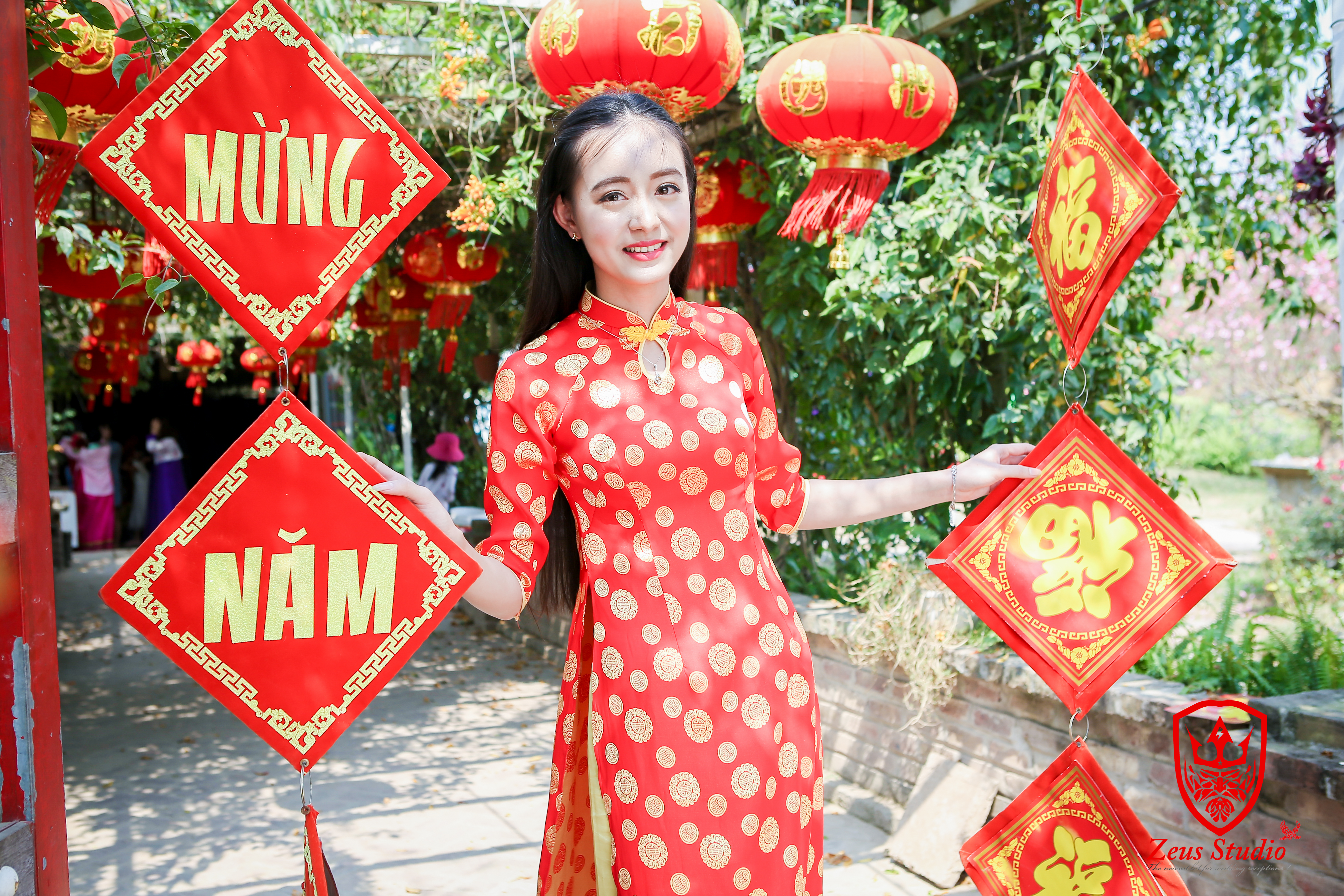
Mulher usa áo dài para Tết.

### Século 20

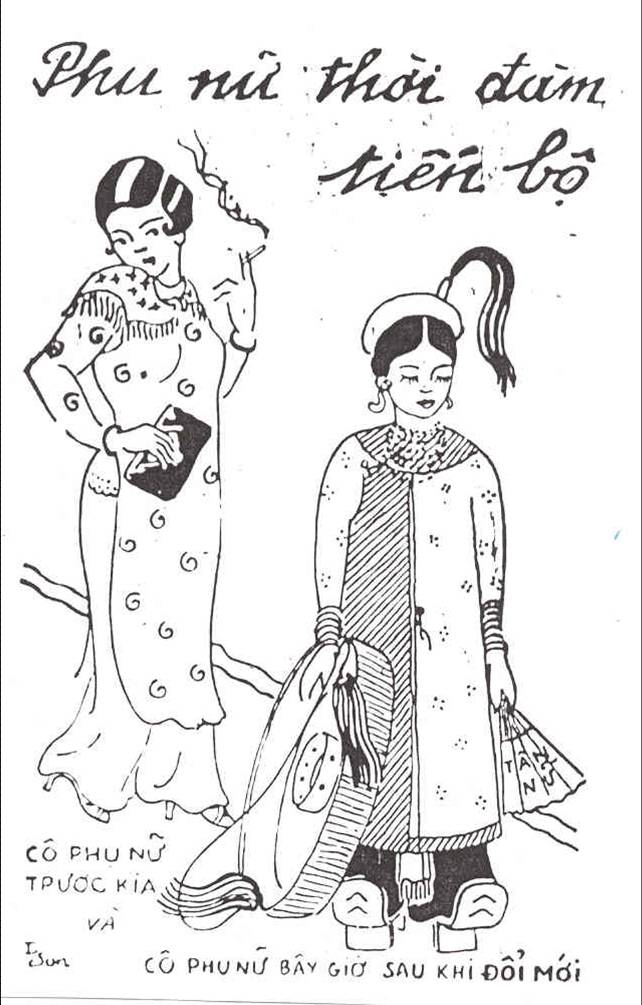
Na década de 1930, o áo dài foi considerado uma inovação progressiva em comparação com o áo ngũ thân tradicional.

#### Modernização de estilo

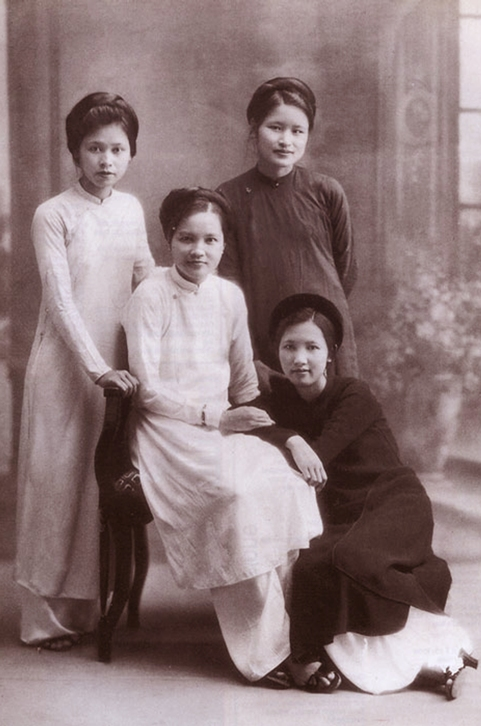
As quatro grandes belezas de Hanói no estilo Le Mur áo dài, 1938

A Escola Secundária Feminina Đồng Khánh de Huế, inaugurada em 1917, foi amplamente elogiada pelo uniforme áo dài usado por seus alunos.  O primeiro áo dài modernizado apareceu em um desfile de moda em Paris em 1921. Em 1930, o artista de Hanói Cát Tường, também conhecido como Le Mur, desenhou um vestido inspirado no áo ngũ thân e na moda parisiense. Chegava ao chão e se ajustava às curvas do corpo por meio de dardos e cintura marcada. Quando o tecido se tornou barato, a justificativa para múltiplas camadas e abas grossas desapareceu. A fabricação têxtil moderna permite painéis mais largos, eliminando a necessidade de costurar painéis estreitos. O áo dài Le Mur, ou "moderno" ao dai, causou sensação quando a modelo Nguyễn Thị Hậu o usou em uma reportagem publicada pelo jornal Today em janeiro de 1935. O estilo foi promovido pelos artistas do Tự Lực văn đoàn ("Grupo Literário Autossuficiente") como um traje nacional para a era moderna.  O pintor Lê Phô introduziu vários estilos populares de ao dai a partir de 1934. Essas vestimentas ocidentalizadas desapareceram temporariamente durante a Segunda Guerra Mundial (1939–45).
Na década de 1950, os designers de Saigon (hoje cidade de Ho Chi Minh) ajustaram o áo dài para criar a versão comumente vista hoje.  Trần Kim da Thiết Lập Tailors e Dũng da Dũng Tailors criaram um vestido com mangas raglan e costura diagonal que vai da gola até as axilas.  Madame Nhu, primeira-dama do Vietnã do Sul, popularizou uma versão sem colarinho a partir de 1958. O áo dài foi mais popular de 1960 a 1975.  Um hippie áo dài de cores vivas foi lançado em 1968. O áo dài mini, versão pensada para uso prático e comodidade, tinha fendas que se estendiam acima da cintura e painéis que chegavam apenas até o joelho. 

#### Período comunista
O áo dài sempre foi mais comum no Sul do que no Norte. Os comunistas, que ganharam o poder no Norte em 1954 e no Sul em 1975, tinham sentimentos contraditórios em relação ao áo dài. Eles o elogiaram como um traje nacional e um deles foi usado na Conferência de Paz de Paris (1969-73) pelo negociador vietcongue Nguyễn Thị Bình .  No entanto, as versões ocidentalizadas do vestido e aquelas associadas à "decadente" Saigon (cidade de Ho Chi Minh) dos anos 1960 e início dos anos 1970 foram condenadas.  A crise económica, a fome e a guerra com o Camboja combinaram-se para tornar a década de 1980 um ponto baixo da moda.  O áo dài raramente era usado, exceto em casamentos e outras ocasiões formais, sendo preferido o estilo mais antigo e mais folgado.  Os vietnamitas estrangeiros, por sua vez, mantiveram viva a tradição com os concursos "Miss Ao Dai" ( Hoa Hậu Áo Dài ), o mais notável realizado anualmente em Long Beach, Califórnia . 
O áo dài experimentou um renascimento a partir do final da década de 1980, quando empresas estatais e escolas começaram a readotar o traje como uniforme. Em 1989, 16.000 vietnamitas participaram do concurso de beleza Miss Áo Dài, realizado na cidade de Ho Chi Minh. Quando o concurso de Miss Internacional em Tóquio concedeu o prêmio de "Melhor Traje Nacional" a Trường Quỳnh Mai vestida de áo dài em 1995, a revista Thời Trang Trẻ (Nova Revista de Moda) afirmou que a "alma nacional" do Vietnã foi "mais uma vez homenageada". Seguiu-se uma "mania áo dài" que durou vários anos e levou a um uso mais amplo do vestido como uniforme escolar.